# Detailhandlerbanken
Detailhandlerbanken A/S var en bank i København.

## Historie
Banken blev stiftet 6. juni 1895 (åbnet 15. november), og blandt stifterne var Peter Bjørnbak og Frederik Aubeck. Anledningen til oprettelsen af banken var, at middelstanden havde svært ved at få kredit i de store, etablerede banker.
Detailhandlerbanken blev ledet af et repræsentantskab og fire direktører. Aktiekapitalen (oprindeligt ¼ mio. kr.) var omkring 1904 på 2 mio. kr.; reserve- og delkrederefond 31. december 1904: 168.059 Kr.; vekselbeholdning: 3.769.611 kr., udlån på kassekredit: 3.196.183 kr., indlån på folio og konto-kurant: 688.201 kr., indskud på kontrabog: 7.503.353 kr.
I foråret 1908 blev banken hårdt ramt af boligkrisen, men blev i begyndelsen reddet ved garantistillelser fra staten til bankens kreditorer. Men den 20. maj samme år trådte banken i likvidation. Petrus Beyer og Johan Nielsen var medlemmer af tilsynsrådet under bankens likvidation.
I årene forinden havde banken støttet en række spekulative byggeprojekter, og da en del af spekulanterne gik fallit, havde Detailhandlerbanken måttet overtage deres ejendomme og grunde, heriblandt  A/S Esplanadegaarden (opført 1906-08, Store Kongensgade 116, Esplanaden 1-3 og Bornholmsgade 1) og A/S Valby Mølle.

## Arkitektur
Banken lå i Nygade 4, med seks afdelingskontorer (Nørrebrogade 23 og 201, Amagerbrogade 129, Valby Langgade, Rolighedsvej og Østerbrogade 31). Bygningen er opført i nationalromantisk stil 1899-1900 ved arkitekterne Christian Mandrup-Poulsen og Martin Larsen. I det indre var vægdekorationerne udført af dekorationsmaler O. Willerup. Ejendommen i Nygade var omkring 1904 bogført for 1.097.234 kr.